# Santísima Trinidad (Costa Rica)
Santísima Trinidad fue una aldea fundada por los españoles en la vertiente costarricense del mar Caribe, junto al puerto de Suerre, en la desembocadura del actual río Parisimina.
En 1604, la aldea de la Santísima Trinidad se menciona en documentos costarricenses.
Allí describe que ese poblado se encontraba cerca de la desembocadura del río Suerre (hoy río Pacuare).
Aparentemente tuvo una población muy escasa y una vida efímera, ya que su nombre no vuelve a citarse.
Se desconocen las circunstancias y el año de su fundación, aunque es posible que se trate de la misma población fundada en ese lugar hacia 1577 por el gobernador interino Alonso Anguiciana de Gamboa con el nombre de villa del Castillo de Austria.
A finales de 1543 don Diego Gutiérrez con otros pobladores fundó la Villa de Santiago, ubicada a unos diez kilómetros aguas arriba de la desembocadura del río Suerre (hoy Pacuare). Meses después la abandonaron.
El 4 de octubre de 1544 el mismo Diego Gutiérrez fundó la aldea de San Francisco, ubicada en la costa el Mar del Norte (hoy Mar Caribe) a unos 29 kilómetros de la boca del río Suerre.
Meses después la abandonaron también.
En 1560, el padre Juan Estrada Rávago —que navegó desde Nicaragua por la costa con un grupo de españoles— fundó el poblado Castillo de Austria, en la desembocadura del río Suerre.
Pronto la abandonaron para regresar a Nicaragua.
En 1576 don Alonso de Anguciana de Gamboa —que llegó caminando por la selva desde Cartago hasta el litoral Caribe— fundó el puerto de Suerre, en la desembocadura del río del mismo nombre. Denominó al puerto Castillo de Austria, en recuerdo al sitio que estableció allí el padre Estrada Rávago en 16 años atrás. En 1637 el calado del río cambió, por lo que abandonaron la aldea.
En 1651, Juan Fernández de Salinas y de la Cerda (gobernador de la provincia) volvió a poblar el puerto de Suerre con españoles e indios, construyó ocho ranchos y la casa de aduana, sondeó el puerto y reabrió unos 145 kilómetros de camino por la montaña. 